# Škrabčeva domačija
Škrabčeva domačija v Hrovači pri Ribnici je rojstna hiša patra Stanislava Škrabca, enega najpomembnejših jezikoslovcev slovenistov 19. stoletja, utemeljitelja modernega slovenskega pravorečja in norme slovenskega knjižnega jezika. Na njej so več kot dve stoletji živeli in delovali rodovi družine Škrabec.
Da bi počastila spomin na slavnega sorodnika, je družina Škrabec staro domačijo obnovila. Na pročelje hiše so leta 1920, dve leti po njegovi smrti, vzidali spominsko ploščo. Prenovljena domačija priča o bivalni kulturi poznega 19. in začetka 20. stoletja. Strokovno obnovljena poslopja Škrabčeve domačije z vrednostjo kulturnega spomenika so edinstveno kulturno prizorišče. Leta 2004 je komisija Evropskega muzejskega foruma (EMF) Škrabčevo domačijo nominirala za naziv Evropski muzej.
Škrabčeva domačija je od leta 2003 sedež Ustanove patra Stanislava Škrabca, ki s podeljevanjem štipendij, nagrade za posebne dosežke in sofinanciranjem projektov spodbuja znanstveno delo na področju slovenskega jezika, slovanskih jezikov, klasične filologije in jezikoslovja.

## Skedenj Škrabčeve domačije
Skedenj na Škrabčevi domačiji je po prenovi leta 2002 gospodarska stavba le še po imenu in zunanjem videzu. Notranjščina je namreč preurejena v prostorno seminarsko-galerijsko dvorano, kjer potekajo poslovna srečanja in kulturni dogodki.
Na stebrih pred vhodom stojijo skulpture štirih slovenskih kiparjev Jakova Brdarja, Staneta Jarma, Matjaža Počivavška in Mirsada Begića. Podobo notranjosti zaokrožuje izvirna prostorska postavitev Begićevih del iz cikla Ohraniti sanje. Leseni skedenj je grajen s sistemom lesene gradnje Riko hiše.

## Kersničeva kovačnica
Spretni mojstri iz družine Kersnič v Hrovači so z uvajanjem obrtniških novosti skozi desetletja sooblikovali tehnično kulturo Ribniške doline. Ključavničarska delavnica oz. kovačnica, kot se ji je reklo, je 2008 prišla pod okrilje Škrabčeve domačije. Tu so zdaj galerijski prostori.

## Boštjanova hiša
Stavba iz sredine 19. stoletja, najstarejša ohranjena v Hrovači in prenovljena po konservatorskih standardih ter sodobnih bivanjskih pristopih, dodaja kompleksu Škrabčeve domačije nastanitveno enoto.
Interier Boštjanove hiše s štirimi sobami je sodobno urejen. Zunanja podoba je zvesto ohranjena, prav tako stavbni volumen, ki se razširja v teraso ter urejen vrt s skulpturo Matjaža Počivavška. Prvotni skedenj je restavriran.